# Grupo SaladeArte
O Grupo SaladeArte, também conhecido como Circuito SaladeArte ou simplesmente Sala de Arte, é uma empresa brasileira que atua no ramo da exibição cinematográfica. Sediada na cidade de Salvador, exibe apenas filmes do circuito alternativo, ou seja, os chamados filmes de arte ou cinema de culto. Atua exclusivamente na capital baiana e seu parque exibidor é formado por quatro complexos e cinco salas, média de 1,25 salas de cinema por complexo.

## História

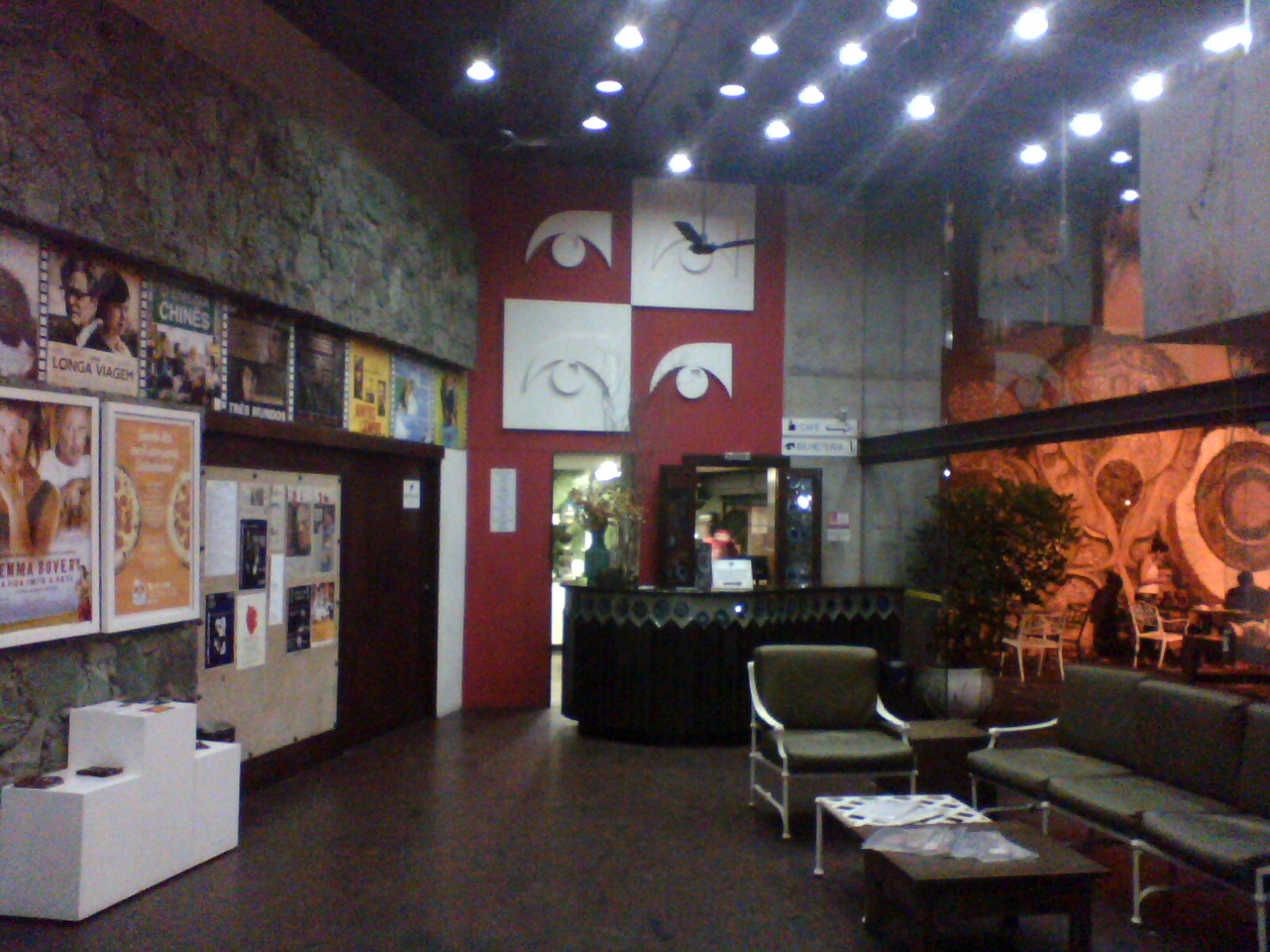
Foyer da SaladeArte Cinema do Museu

Foi fundada em 7 de julho de 2000 com a inauguração da Sala de Arte do Clube Baiano de Tênis. Um dos seus empreendedores, o médico baiano André Luiz Cavalcante Trajano, morou na cidade de São Paulo na década de 1990, onde estudou  os meandros do mercado exibidor e distribuidor de filmes. De volta a Salvador, convidou a psicóloga Ana Rita Ferreira e os produtores culturais Marcelo Hoog de Sá e Sebastião Gregório de Britto, gestores do cine teatro EXPRESSO BAHIANO, para juntos abrirem o circuito, que, graças ao êxito financeiro do primeiro cinema, se ampliou em 1.º de março de 2002 com a inauguração do Cine XIV, no Pelourinho, e o Cinema do Museu Geológico da Bahia em 31 de janeiro de 2003.
Com o fechamento da Sala do Baiano de Tênis, em 22 de fevereiro de 2006, em virtude de cessão por comodato pelo centenário clube de parte do imóvel para uma conhecida rede de delicatessen da cidade, houve uma crise no grupo, pois aquela sala representava 45% do seu público e renda, sendo registrados protestos por parte da comunidade cinéfila soteropolitana, que realizou um abraço simbólico em 16 de janeiro de 2006 reunindo cerca de 300 pessoas. Houve também a promessa, por parte do Baiano de Tênis, de construção de duas novas salas, o que não se efetivou.

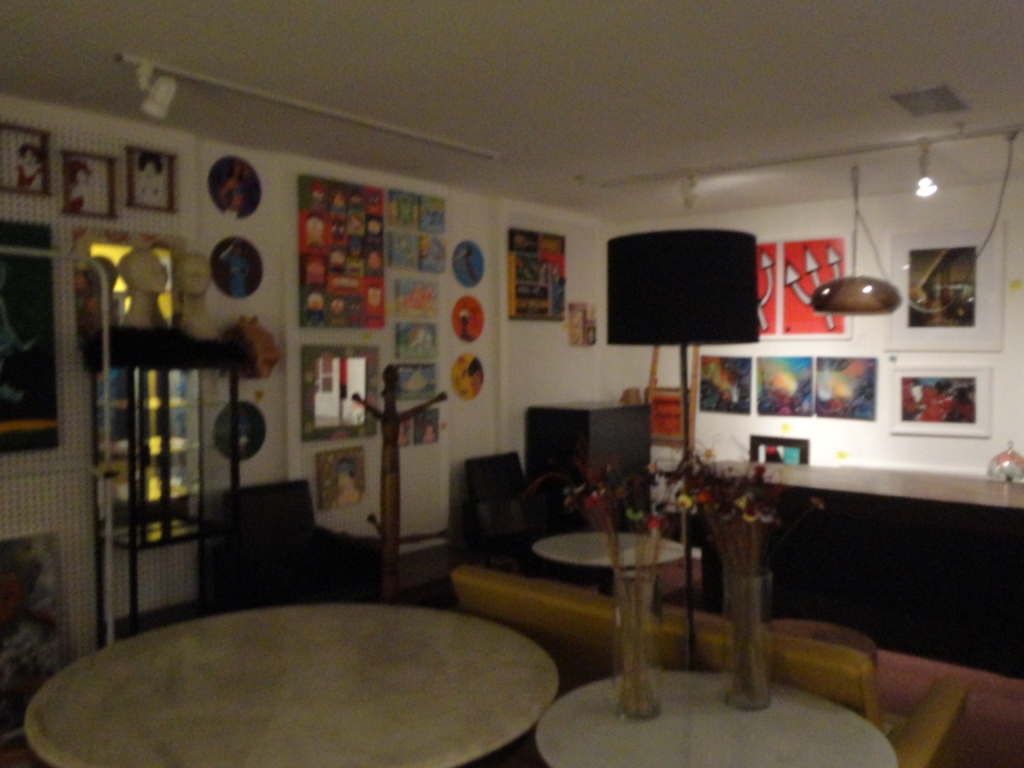
Galeria de Arte da SaladeArte Cine Paseo.

Ainda assim, novas salas foram abertas para compensar essa perda, nas instalações do Museu de Arte Moderna da Bahia (MAM) em 21 de abril de 2006, no Teatro Molière da Aliança Francesa de Salvador em 20 de outubro de 2006 e no Pavilhão de Aulas do Canela da Universidade Federal da Bahia (PAC/UFBA) em 6 de julho de 2007. Finalmente, em 2 de setembro de 2009 foi aberto um complexo de duas salas no Shopping Paseo Itaigara, localizado no bairro do mesmo nome, contando com patrocínio da operada de telefonia Vivo.

### Crise e ameaça de fechamento

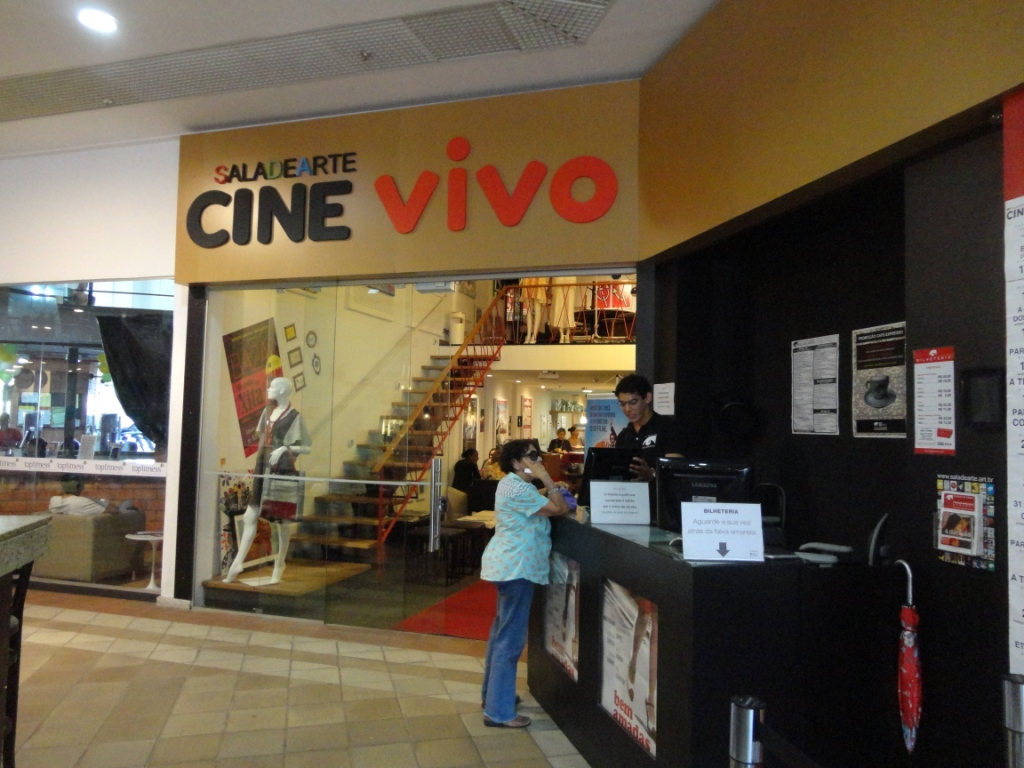
Frente da SaladeArte Cine Paseo, ainda sob patrocínio da VIVO em setembro de 2012

No ano de 2014, houve um redução significativo do público em muitos cinemas do Brasil, como efeito da Copa do Mundo que se realizou no país. Há ainda uma redução no público do cinema de arte, que afetou o Grupo Estação do Rio de Janeiro, com ampla repercussão na mídia. No Circuito SaladeArte essa redução foi significativa, e mesmo que não possa ter relação com o evento esportivo mundial, representou uma perda de 14,21% com relação à 2013, e de 35,61% se comparado ao seu melhor momento, que foi em 2012. Agravou ainda a situação o fato da perda do patrocínio em outubro de 2013 das salas localizadas no Shopping Paseo, que não foi renovado pela operadora de telefonia Vivo.
Em fevereiro de 2015, o Circuito anunciou o encerramento das atividades da sala localizada no Museu Geológico - com baixa frequência, a renda auferida na bilheteria não cobria os custos, no momento em que o contrato de locação do imóvel precisava ser renovado, e o possível encerramento das atividades das salas no Shopping Paseo. Tal situação repercutiu na imprensa local, levando a uma campanha no meio cultural soteropolitano pela manutenção do cinema, com o lançamento de página no Facebook e reuniões com os representantes do Governo do Estado da Bahia, ente outras ações. Apesar do anúncio, tanto a SaladeArte Cinema do Museu quanto as demais unidades permaneceram abertos, com a programação normal, indicando que a rede logrou a superação da crise.
Em novembro de 2016, os três complexos em atividade do Grupo foram agraciados com o Prêmio Adicional de Renda, promovido pela ANCINE, destinado à modernização dos sistema de som e projeção dos pequenos e médios exibidores brasileiros. A pontuação foi estabelecida com base na quantidade de dias de exibição de filmes nacionais no ano de 2015, tendo o cinema do Shopping Paseo se destacado em primeiro lugar na categoria complexo de duas salas. 

### Incêndio no Cine XIV

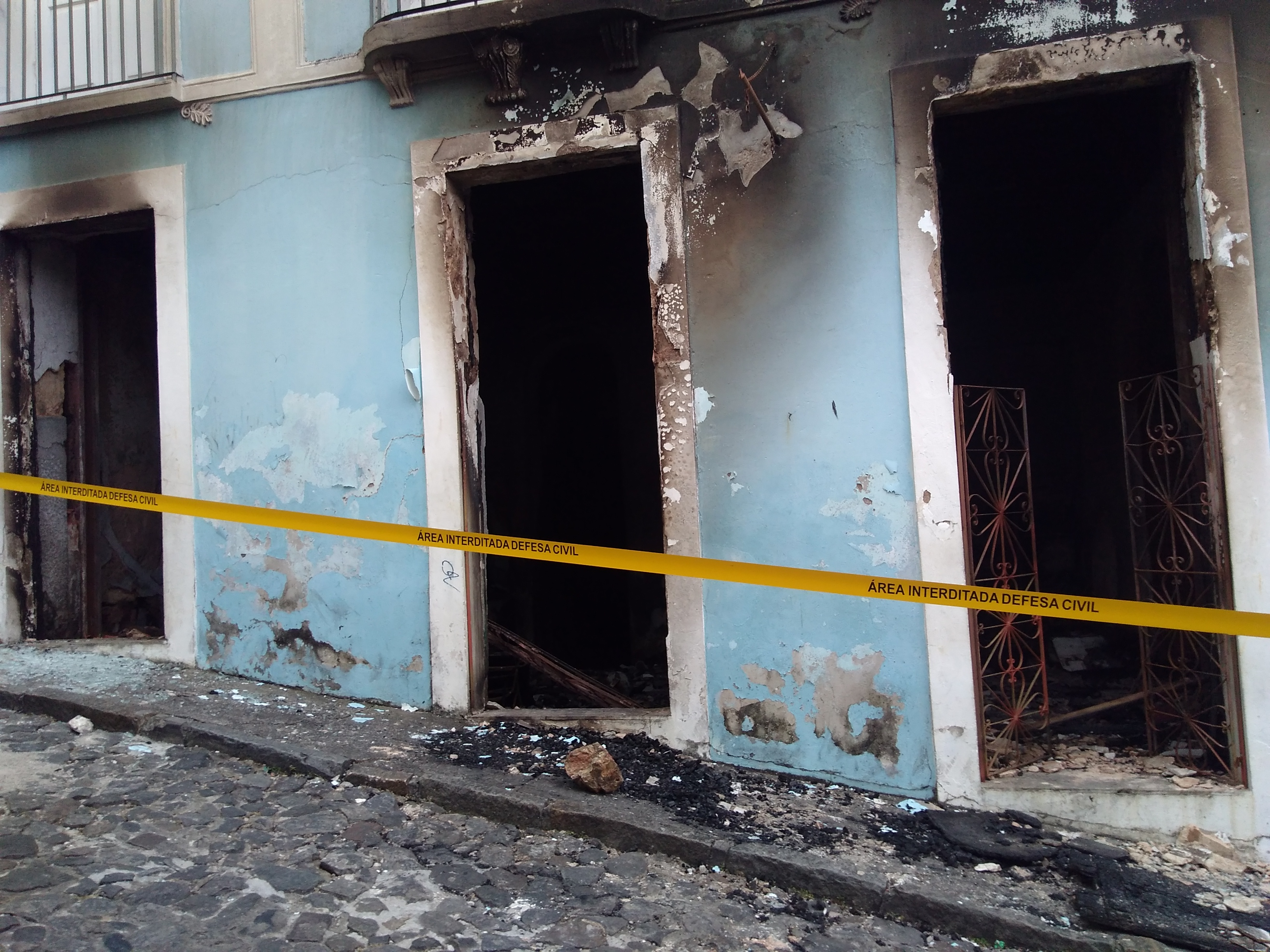
Fachada do Cine XIV após o incêndio

No mesmo período foi reaberto Cine XIV, que se encontrava paralisado desde 2014. Um dos cinemas mais emblemáticos da rede, sofreu brusca queda de público a partir de 2007, em virtude das diversas questões de segurança e questões sociais que afligiam, naquela época, o Centro Histórico de Salvador, notadamente a região do Pelourinho.   Como consequência, o cinema cerrou as portas em julho de 2008, reabrindo em outubro de 2009, mas com horário reduzindo, funcionando de sexta-feira a domingo. Em 1º de junho de 2014, nova interrupção das atividades.
Três anos se passariam até que fosse reaberto, o que ocorreu em 10 de novembro de 2016, desta vez com uma grade de programação um pouco maior, funcionando de quinta-feira a domingo. Na ocasião, foi lançada promoção que permitia ingressos mais baratos para moradores e trabalhadores do seu entorno. Entretanto, após completar um ano de funcionamento, um forte incêndio irrompeu nas suas instalações, na manhã de 11 de novembro de 2017. Todos os equipamentos e móveis foram consumidos pelo fogo e o cinema ficou totalmente inutilizado. Não foram registradas vítimas, sendo que o sinistro teve ampla repercussão na imprensa baiana.    Em virtude do seu baixo público, a tragédia poderá sepultar de vez a possibilidade de reabertura do cinema. 

### Novo patrocínio

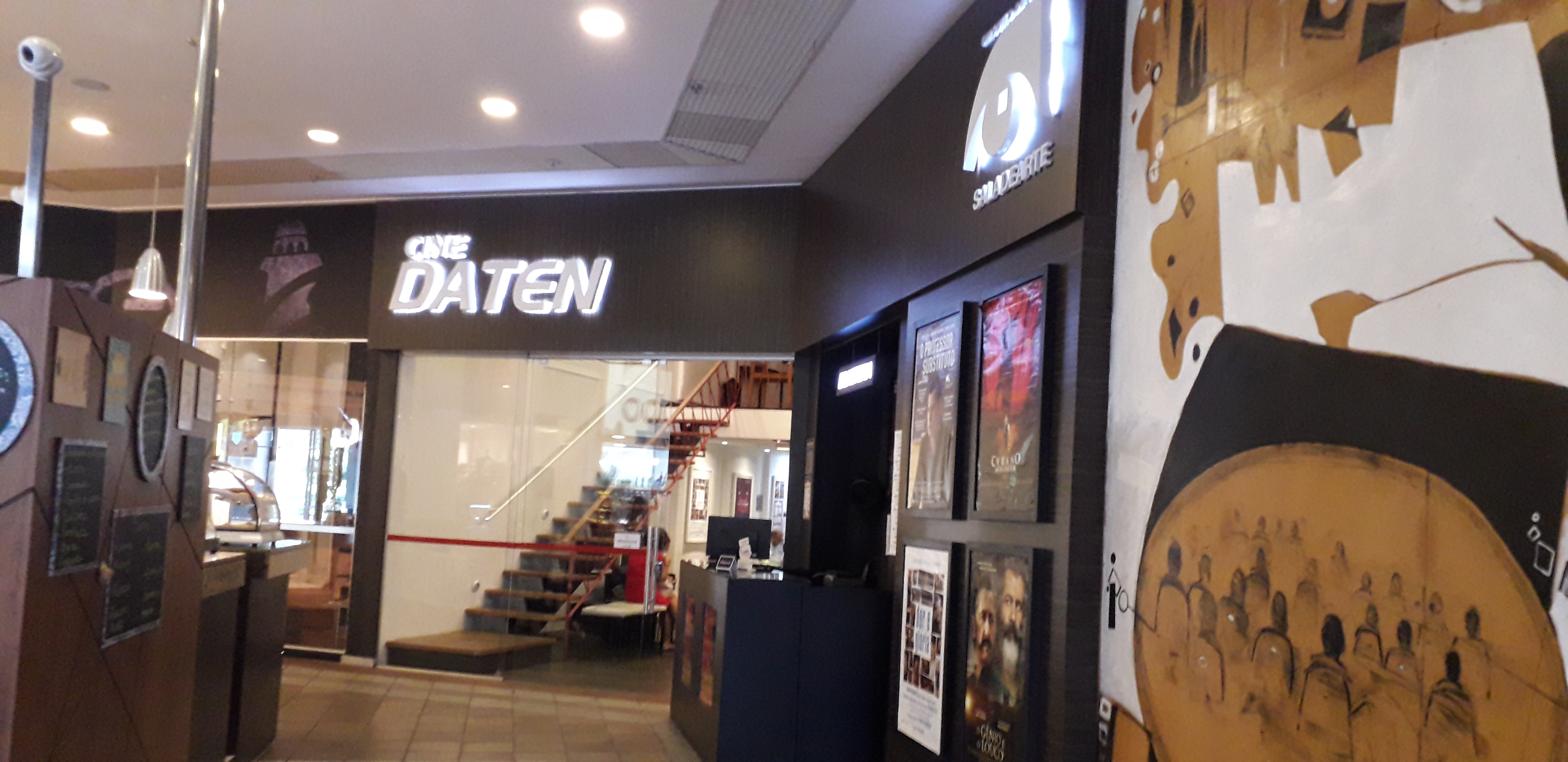
Sala de Arte após patrocínio da DATEN

Em 13 de junho de 2019, o complexo instalado no Shopping Paseo passou a funcionar oficialmente sob patrocínio da empresa DATEN Computadores na modalidade naming rights. Desta forma, passou a funcionar com o nome de Cine DATEN. Paralelamente, lançou uma campanha de financiamento coletivo com objetivo de angariar recursos da ordem de R$ 200 mil a serem empregados na reabertura do cinema instalado no Museu de Arte Moderna da Bahia - MAM. Além da divulgação pela imprensa, foi criado um hotsite com o nome da campanha, Em cena pelo Cine MAM.  
O cinema funcionou sob gestão da SaladeArte no período de abril de 2006 até julho de 2010, quando paralisou as atividades em virtude de reforma naquele equipamento cultural. Encerradas as obras de melhoria e requalificação, sua diretoria convidou a rede para operar novamente as exibições cinematográficas, cuja expectativa de reabertura era 5 de julho de 2019, mas se efetivou em no dia 13 do mesmo mês e ano.   

## Festivais
O circuito realiza festivais de cinema de arte, próprios ou geridos por outras instituições. Dos festivais próprios, destacou-se o "Festival Internacional de Cinema", que chegou à sexta edição em outubro de 2009, contando com apoio do Governo do Estado da Bahia e da iniciativa privada. Além da exibição de 70 filmes, o festival realizou debates e mesas redondas com diretores, atores e produtores.
Outro festival mantido pelo Circuito é o "Possíveis Sexualidades", com mostra de filmes onde são discutidos temas relativos à diversidade sexual e exibição em outros espaços da cidade de Salvador, como a Caixa Cultural e o Instituto Goethe, parceiros institucionais do evento. A sétima edição do festival ocorreu em 2014, se transformando no mais duradouro dos festivais próprios da Sala de Arte.
Dos festivais e mostras de cinemas geridos por outras instituições, o Circuito é participante Festival Varilux de Cinema Francês, que traz anualmente para o Brasil não apenas as produções mais recentes do cinema gaulês, mas seus representantes para apresentações e debates.

## Público
Abaixo a tabela de público e sua evolução de 2008 a 2018, considerando o somatório de todas as suas salas a cada ano. Os dados relativos ao período de 2008 à 2014 foram extraídos do banco de dados Box Office do portal de cinema Filme B. Já os números de 2016 em diante procedem do Relatório "Informe Anual Distribuição em Salas Detalhado", do Observatório Brasileiro do Cinema e do Audiovisual (OCA) da ANCINE.
| Ano  | Público | Variação |
| ---- | ------- | -------- |
| 2008 | 77 652  | ano-base |
| 2009 | 88 888  | 14,47%   |
| 2010 | 128 725 | 44,82%   |
| 2011 | 145 774 | 13,24%   |
| 2012 | 174 650 | 19,81%   |
| 2013 | 150 126 | 14,04%   |
| 2014 | 128 786 | 14,21%   |
| 2015 | n.d.    | n.d%     |
| 2016 | 139 860 | 8,60%    |
| 2017 | 132 958 | 4,22%    |
| 2018 | 110 888 | 17,22%   |
| 2019 | 122 558 | 10,52%   |